# Пресман, Матвей Леонтьевич
Матве́й Лео́нтьевич Пре́сман (22 октября 1870, Ростов-на-Дону — ноябрь 1941, Москва) — русский и советский пианист и музыкальный педагог.

## Биография

### Ранние годы и образование
Окончил Московскую консерваторию (1891) с серебряной медалью и со званием свободного художника по классу фортепиано, ученик Николая Зверева и Василия Сафонова, соученик Сергея Рахманинова (об этом ученическом периоде оставил интересные воспоминания «Уголок музыкальной Москвы восьмидесятых годов»). По совету Сафонова Матвей Леонтьевич ездил изучать постановку музыкального образования в Германии.
Пресман был приглашён директором Тифлисской музыкальной школы, в это время он жил у родителей в Тифлисе. С 1891 по 1895 годы занимал должность старшего преподавателя.

### Деятельность в Ростове-на-Дону
С 1896 года руководил музыкальными классами Российского музыкального общества (с 1900 года музыкальное училище) в Ростове-на-Дону, был директором. Его стараниями музыкальные классы были преобразованы в Ростовское Императорское музыкальное училище. В 1912 году из-за конфликта с администрацией ростовского отделения РМО был вынужден, несмотря на заступничество Рахманинова, выйти в отставку. С 1913 г. профессор Саратовской консерватории (первой в российской провинции), с 1918 г. вновь преподавал в Ростове-на-Дону, в 1921—1922 гг. в Бакинской консерватории. Вместе с ним в Бакинской консерватории работала профессором его жена — оперная певица (сопрано) Екатерина Григорьевна Маршад-Пресман (1868—1923). Среди учеников Пресмана в Азербайджанской консерватории — пианист и музыковед Натан Львович Фишман. В 1923 году Матвей Леонтьевич переехал в Москву, он преподавал в Центральном заочном музыкально-педагогическом институте. С 1933 года директор Музыкального училища имени М. М. Ипполитова-Иванова в Москве.

### Поздние годы
5 апреля 1936 года газетой «Советское искусство» на первой полосе была опубликована редакционная статья «Директор Пресман. Школа музыкальных неучей», в которой Пресман был подвергнут жёсткой критике. 11 апреля 1936 года эта же газета сообщила о смене руководства училища имени М. М. Ипполитова-Иванова.
Умер в ноябре 1941 года в Москве. Урна с прахом захоронена в колумбарии на Донском кладбище.